# Vol. 3
Vol. 3 è il terzo album di Natale Galletta, pubblicato nel 1981.

## Tracce
Lato A
1. Napoli emigrante
2. Amanti
3. Mi votu e mi rivotu suspirannu
4. 'A miss "mondo"
5. Chitarra sona pè Marì
6. Sì buciarda

Lato B
1. Scugnizza 'e fuoco
2. Sì 'o bene mio
3. Io e te 'nnammurate
4. Carceriere
5. Dimme pecché
6. Ave Maria